# Académie polonaise de littérature

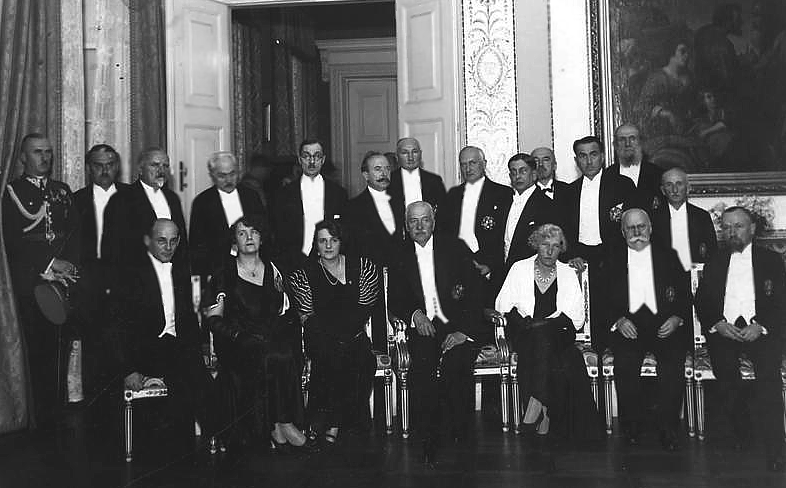
La session inaugurale de l'Académie polonaise de littérature en 1933. Assis de gauche à droite : Janusz Jędrzejewicz (président du Conseil des ministres), Zofia Nałkowska, (première dame), Ignacy Mościcki (président de la République),, Wacław Sieroszewski, Leopold Staff. Debout à partir de la gauche : le colonel Jan Głogowski, le directeur Skowroński, Zenon Przesmycki, Wacław Berent,,,,,, Karol Irzykowski, Tadeusz Boy-Żeleński, Tadeusz Zieliński et Bolesław Leśmian

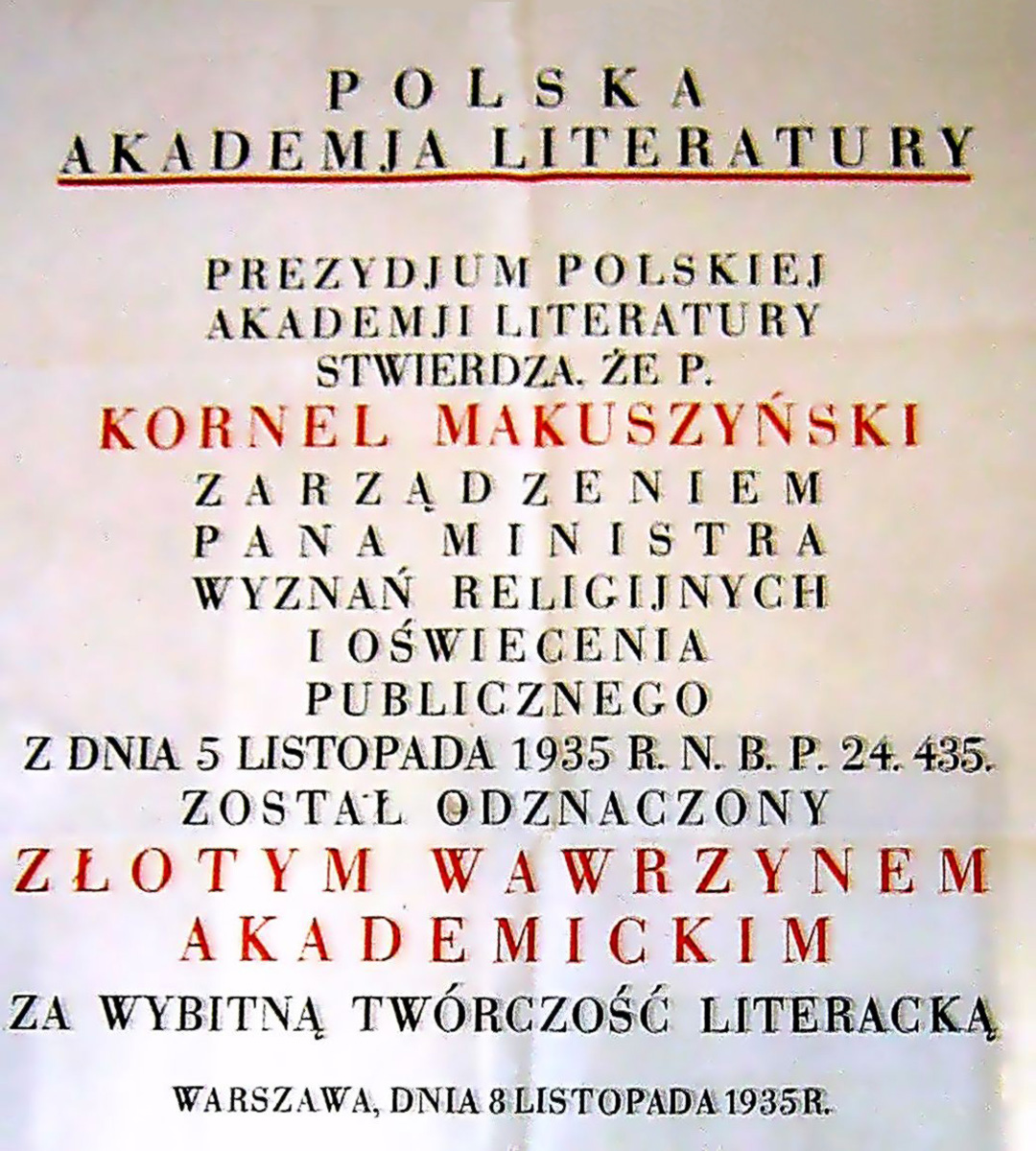
Lauriers d'or remis par l'Académie polonaise de littérature à Kornel Makuszyński en 1935

L’Académie polonaise de littérature, en polonais : Polska Akademia Literatury (PAL), était une institution culturelle de la Deuxième République de Pologne, inspirée par l'Académie française et l'Académie des inscriptions et belles-lettres.
L’Académie est officiellement créée en 1933 à Varsovie par décret du Conseil des ministres, concrétisant un projet porté dès 1920 par Stefan Żeromski ; ses activités ont été interrompues en 1939. Après la Seconde Guerre mondiale, les autorités communistes ont décidé en 1947 de ne pas autoriser la réouverture cette institution.

## Histoire
L'Académie a pour objet de promouvoir et d'honorer les réalisations les plus remarquables de la littérature polonaise vivante. Elle vise à développer la qualité de la création littéraire et la diffusion de l'édition en Pologne, en liaison avec le travail des pouvoirs publics et des associations en faveur de la culture et de l'art polonais en général.
En effet, après plus d'un siècle de partage du pays par des puissances combattant l'esprit national polonais notamment la Prusse (puis l'Empire allemand marqué par la germanisation et le Kulturkampf de Bismarck), la Russie engagée dans une politique de russification pure et simple des territoires de l'ancienne Rzeczpospolita, les terres polonaises ont atteint des niveaux stupéfiants d'analphabétisme, comme le notait Stefan Żeromski en 1923.
L'Académie devait restaurer les normes historiques de qualité, exalter les traditions littéraires nationales et explorer les subtilités de la langue et de la culture polonaises. Sa création avait été proposée pour la première fois dès 1920 par Żeromski, mais mise en œuvre par les autorités seulement neuf ans plus tard (cinq ans après la mort de celui-ci), à partir de 1929.

## Fonctionnement
L'Académie se référait aux objectifs de l'Académie française et a calqué son fonctionnement sur l'Académie des inscriptions et belles-lettres.
Elle comptait 15 fauteuils dont les titulaires étaient nommés à vie : sept choisis par le ministre de l'instruction publique et des cultes et les huit autres élus par les autres membres. L'écrivain socialiste et franc-maçon Andrzej Strug a refusé sa nomination, en protestation contre les critiques gouvernementales à l'encontre de la franc-maçonnerie.
L'Académie décernait les deux distinctions nationales les plus élevées pour la contribution au développement de la littérature polonaise : les lauriers d'or et d'argent (pl) (en polonais : Złoty Wawrzyn et Srebrny Wawrzyn). Elle décernait également un Prix du jeune écrivain (en polonais : Nagroda Młodych), destiné à mettre en avant des talents de nouveaux auteurs.
L'Académie avait dans son champ de compétences la langue polonaise ; elle organisait des concours de langue dans les lycées et proposait des changements aux programmes scolaires. Elle eut un rôle important dans la réforme orthographique de 1936 avec l'Académie polonaise des arts et sciences (PAU) qui jouait le rôle d'autorité de régulation et de normalisation avant sa création et la Société des Amis de la langue polonaise (pl), au sein d'une commission présidée par les philologues de l'université Jagellonne Jan Michał Rozwadowski (pl) puis Kazimierz Nitsch (pl), et dont Zenon Klemensiewicz (pl) coordonnait les travaux.
Les plus hautes autorités de l'État, protecteurs de l'Académie, en sont membres d'honneur : le président de la République Ignacy Mościcki et le maréchal Józef Piłsudski.
Les membres de l’Académie comptent parmi les figures de proue de la vie littéraire polonaise de l'époque, notamment son président Wacław Sieroszewski, son vice-president Leopold Staff, le secrétaire général Juliusz Kaden-Bandrowski (pl), et d'autres écrivains de premier plan comme Wacław Berent, Piotr Choynowski (pl), Zofia Nałkowska, Zenon Przesmycki, Karol Irzykowski, Juliusz Kleiner (pl), Bolesław Leśmian, Karol Hubert Rostworowski (pl), Wincenty Rzymowski (pl), Tadeusz Boy-Żeleński, Jerzy Szaniawski (pl) et Tadeusz Zieliński. La poétesse Kazimiera Iłłakowiczówna déclina la proposition d'entrer dans la compagnie, mais elle reçut un laurier d'or (pl) en 1935 « pour la qualité exceptionnelle de son œuvre littéraire ».
Après la mort de Choynowski (1935) et Leśmian (1937) et la démission de Rzymowski accusé de plagiat (1937), puis de Rostworowski (1937) en signe de protestation contre le changement de gouvernement, la composition de l'Académie a été complétée par les écrivains Ferdynand Goetel (pl), Kornel Makuszyński, Jan Lorentowicz (pl) et Kazimierz Wierzyński.
L'Académie a dû cesser ses activités après l'invasion de la Pologne en 1939. Les demandes formulées par la majorité des académiciens d'avant-guerre ayant survécu aux épreuves de permettre la reprise des activités, arguant que l'Académie n'avait jamais formellement été dissoute, n'aboutissent pas malgré l'insistance de son ancien directeur l'écrivain Michał Rusinek (pl), déporté à Mauthausen, Ebensee et Melk (de), devenu haut fonctionnaire au ministère des Beaux-arts et de la Culture, auteur d'un article en ce sens publié par Odrodzenie.